# Winter-Universiade 1975/Skilanglauf
Bei der Winter-Universiade 1975 wurden sechs Wettbewerbe im Skilanglauf ausgetragen.

## Bilanz

### Medaillenspiegel
| Platz  | Land             | Gold | Silber | Bronze | Gesamt |
| ------ | ---------------- | ---- | ------ | ------ | ------ |
| 1      | Sowjetunion      | 4    | 4      | 4      | 12     |
| 2      | Tschechoslowakei | 2    | 2      | –      | 4      |
| 3      | Polen            | –    | –      | 2      | 2      |
| Gesamt | Gesamt           | 6    | 6      | 6      | 18     |

### Medaillengewinner
Männer
| Disziplin         | Gold                                                                          | Silber                                                                  | Bronze                                                             |
| ----------------- | ----------------------------------------------------------------------------- | ----------------------------------------------------------------------- | ------------------------------------------------------------------ |
| 15 km Klassisch   | Juri Wachruschew                                                              | Waleri Issajew                                                          | Jewgeni Beljajew                                                   |
| 30 km Massenstart | Waleri Issajew                                                                | Juri Wachruschew                                                        | Nikolai Gorschkow                                                  |
| 4 × 10 km Staffel | SowjetunionNikolai Gorschkow Waleri Issajew Jewgeni Beljajew Juri Wachruschew | TschechoslowakeiJan Novák Jiří Žahourek František Schuerger Zdeněk Böhm | PolenRyszard Cypruch Tadeusz Majoch Wiesław Karwel Zygmunt Janocha |

Frauen
| Disziplin        | Gold                                                              | Silber                                                           | Bronze                                              |
| ---------------- | ----------------------------------------------------------------- | ---------------------------------------------------------------- | --------------------------------------------------- |
| 5 km Klassisch   | Blanka Paulů                                                      | Nuraniya Latfulina                                               | Ljubow Korobowa                                     |
| 10 km Klassisch  | Blanka Paulů                                                      | Natalija Kruglikowa                                              | Nuraniya Latfulina                                  |
| 3 × 5 km Staffel | SowjetunionLjubow Korobowa Nuraniya Latfulina Natalija Kruglikowa | TschechoslowakeiIva Drahokoupilová Tatiana Taschová Blanka Paulů | PolenBarbara Luberda Emilia Pelczar Zofia Majerczyk |